# Амховая 2
Амховая 2 (бел. Амхавая 2) — деревня в составе Подгорьевского сельсовета Могилёвского района Могилёвской области Белоруссии.

## Географическое положение
Находится в 16 км к юго-востоку от Могилёва, 20 км от железнодорожной станции Луполово на линии Могилёв — Кричев. Рельеф равнинный, на западе граничит с лесом. Транспортные связи по шоссе Могилёв — Славгород, которое проходит рядом с деревней.

## История
В 1858 году деревня в Российской империи, в Чаусском повете Могилёвской губернии. Имелся трактир. С 20 августа 1924 года в Луполовском, с 2 марта 1931 года в Могилёвском районе, с 20 февраля 1938 года в Могилёвской области. В 1930-е годы жители вступили в колхоз. Во время Великой Отечественной войны, с июля 1941 года до 27 июня 1944 года оккупирована немецкими захватчиками. В 1990 году в составе совхоза «Могилёвский» (центр — деревня Амховая 1). Планировочно состоит из 3 коротких прямолинейных улиц, ориентированных с юго-запада на северо-восток и связанных переулками. Застроена двусторонне деревянными домами усадебного типа.

## Население

### Динамика
- 1858 год — 51 ревизская душа
- 1990 год — 71 житель, 35 хозяйств
- 1999 год — 48 жителей
- 2007 год — 21 житель, 16 хозяйств
- 2010 год — 22 жителя